# Гребнев, Алексей Николаевич
Алексей Николаевич Гребнев (род. 4 августа 1977, Советский район, Марийская АССР, СССР) — спортивный менеджер. Заслуженный тренер Республики Марий Эл. Председатель Федерации легкой атлетики Республики Марий Эл, директор ГБУ ДО Республики Марий Эл «СШОР по легкой атлетике».

## Биография
Родился 4 августа 1977 года в Советском районе Марийской АССР. Окончил факультет физической культуры Марийского государственного педагогического института в 1999 году, после чего остался работать в вузе на кафедре физической культуры.
В 2013 году занял должность директора республиканской спортшколы олимпийского резерва по лёгкой атлетике, в 2016 году возглавил Марийское региональное отделение Всероссийской федерации лёгкой атлетики.
В 2013 и 2015 годах в качестве директора спортивной школы принимал непосредственное участие в обеспечении подготовки к участию в чемпионатах мира Лебедевой Людмилы (2013 год — Чемпионат мира в Москве; 2015 — Чемпионат мира в Пекине).
В 2019 году Марийское отделение ВФЛА ликвидируется в связи с созданием Региональной физкультурно-спортивной общественной организации «Федерация легкой атлетики Республики Марий Эл» (РФСОО «ФЛАРМЭ»), основным учредителем которой стал Алексей Николаевич Гребнев, который возглавил её в должности председателя.
В настоящее время продолжает руководить региональными легкоатлетическими спортшколой и федерацией, ведет занятия в Марийском государственном университете, активно в качестве организатора и спортивного судьи участвует в проведении соревнований.

## Руководящая деятельность
После окончания вуза Алексей Гребнев с 1998 по 2013 годы был сосредоточен на преподавательской деятельности. В 2013 году он подает конкурсную заявку на замещение должности директора спортивной школы олимпийского резерва по легкой атлетике и утверждается в новой должности, в которой работает и в настоящее время. В 2016 году членами Марийского регионального отделения ВФЛА было предложено возглавить эту общественную организацию, в качестве председателя которой он затем подготовил основания для получения 10 февраля 2020 года государственной аккредитации уже в статусе РФСОО «ФЛАРМЭ», как юридического лица.
За годы руководящей работы Гребнев А. Н. регулярно выдвигает успешные заявки на получения грантов и субсидий, что способствует развитию как вверенных ему организаций, так и лёгкой атлетики в Республике Марий Эл.
Большой фронт работы у председателя Федерации легкой атлетики Марий Эл в области обеспечения проведения соревнований. Алексей Гребнев регулярно проводит семинары и практические занятия с судьями, подключая к данному процессу современные технологии.
В 2022 году республиканская спортшкола олимпийского резерва открыла новое направление «Легкая атлетика для всех» (для детей от 9 лет и взрослых), дополнившее уже открытую раннее внебюджетную физкультурно-оздоровительную программу «Легкая атлетика детям 6-8 лет», благодаря чему в Йошкар-Оле расширился контингент занимающихся этим видом, а организация получила дополнительный доход, который используется в целях совершенствования подготовки её ведущих легкоатлетов.

## Тренерская деятельность
В настоящее время Гребнев А. Н. тренерскую работу не ведет, завершил её в 2021 году, до которого занимался со спортсменами по лёгкой атлетике и летним дисциплинам полиатлона. Совместно с Геннадием Михайловичем Шитухиным он подготовил полиатлонистку Марию Петухову, которая в апреле 2021 года в Могилёве (Белоруссия) выиграла юниорское первенство мира в дисциплине «4-борье с бегом» в возрастной группе 21-23 года.

## Научная и авторская деятельность
Опыт написания первых научных работ Алексей Гребнев получил, обучаясь в пединституте. Его дипломный труд по изучению истории традиционной республиканской майской легкоатлетической эстафеты в Марий Эл был использован в учебном пособии для студентов факультета физической культуры педагогических институтов и колледжей «История легкой атлетики: Олимпизм, Россия, Марий Эл», изданном в 2001 году под авторством кандидата педагогических наук, доцента кафедры спортивных дисциплин МГПИ Александра Николаевича Шалгина.
В 2011 году в изданиях из перечня ВАК Алексей Николаевич Гребнев в соавторстве с Орестом Александровичем Маркияновым публикует две статьи:
«Распределение тренировочных нагрузок в годичном цикле подготовки квалифицированных многоборок летнего полиатлона в вузе»;
«Соотношение средств избирательной направленности в учебно-тренировочном процессе квалифицированных студенток-многоборок летнего полиатлона».
В дальнейшем Гребнев А. Н. регулярно участвует в научно-практических конференциях вузов и других образовательных учреждений, из которых особое внимание он уделил проводящейся училищем олимпийского резерва Республики Марий Эл, где регулярно выступает с материалами, подготовленными с кадровым составом спортшколы олимпийского резерва по легкой атлетике.
Во время введения в 2020 году самых больших ограничительных мер, связанных с пандемией COVID-19, Алексей Гребнев совместно с тренерами спортшколы, которой он руководит, разработал и разместил в Интернете электронный учебно-методический комплекс «Тренируемся дома!».